# Le Héros caché
Pour plus de détails, voir Fiche technique et Distribution.
Le Héros caché (깃발없는 旗手, Gitbaleobtneun gisu) est un film sud-coréen réalisé par Im Kwon-taek, sorti en 1980.

## Synopsis
Après la fin de la colonisation japonaise de la Corée, un journaliste est tiraillé dans ses convictions politiques.

## Fiche technique
- Titre : Le Héros caché
- Titre original : 깃발없는 旗手 (Gitbaleobtneun gisu)
- Réalisation : Im Kwon-taek
- Scénario : Seon Woo-hui
- Musique : Kim Seok-hie
- Photographie : Lee Seok-gi
- Montage : Kim Hui-su
- Production : Park Jong-chan
- Société de production : Hwa Chun Trading Company
- Pays :  Corée du Sud
- Genre : Drame
- Durée : 96 minutes
- Dates de sortie : 
  -  Corée du Sud : 4 septembre 1980

## Distribution
- Ha Myeong-jung
- Kim Yeong-ae
- Ko Du-shim
- Song Jae-ho
- Ju Hyeon

## Distinctions
Le film a remporté le Grand Bell Award du meilleur film.